# Nikolos
Nikolos (griechisch: Νικολός), auch bekannt als Nikolonisi, Nikolo Nisi, and Agios Antonios, ist eine unbewohnte griechische Insel im Kretischen Meer vor der Nordostküste von Kreta. Sie gehört zur Gemeinde Agios Nikolaos in Lasithi.